# Codice Magnum
Codice Magnum è un film del 1986 diretto da John Irvin, con Arnold Schwarzenegger.

## Trama
In un rifugio segreto l'FBI nasconde un certo Marcellino, un testimone che deve deporre contro una famiglia mafiosa, finché i killer non lo uccidono insieme alle sue guardie; l'agente speciale Harry Shannon arriva e può solo constatare la morte della scorta, tra cui il figlio Blair; furioso, Shannon giura vendetta contro chi ha fatto la soffiata.
Frattanto, in una piccola città del Nord Carolina lo sceriffo Mark Kaminsky, un tempo agente dell'FBI a New York che in seguito ad una brutta storia di 5 anni prima (pestò uno psicopatico che aveva violentato, ucciso e fatto a pezzi una bambina) è stato costretto dai superiori a dimettersi per non subire un processo, trascorre le giornate arrestando delinquenti di mezza tacca e litigando con la moglie Amy, che per via del cambio di vita è caduta in depressione e spesso beve; Shannon, buon amico di Kaminski, si ricorda di lui e lo chiama. Luigi Patrovita, boss mafioso e capo della più potente famiglia di Chicago da oltre 30 anni, è indagato dall'FBI e ha fatto uccidere il testimone che poteva mandarlo dentro per sempre; la commissione d'inchiesta, guidata con poco successo da Marvin Baxter (colui che impose a Kaminski di licenziarsi), è legata dai regolamenti e dalle procedure. Shannon convince Kaminski a fingere la sua morte ed assumere l'identità di un pregiudicato realmente esistente, Joseph P. Brenner, per sgominare dall'interno la famiglia Patrovita; per sicurezza Shannon farà la sua parte in via ufficiosa, per non allertare la spia che fa le soffiate a Patrovita e ha già fatto scoprire numerosi infiltrati del Bureau.
Kaminsky si reca a Chicago e comincia a dar fastidio a Martin Lamanski, un ex collaboratore di Patrovita che si è messo in proprio e ora è suo rivale; gli demolisce una bisca illegale, gli stende alcuni scagnozzi e deruba la sua amante Monique. Con queste referenze incontra Paulo Rocca, braccio destro di Patrovita e proprietario di un casinò illegale sotto copertura di un regolare albergo di lusso. Max Keller, tuttofare di Rocca, intravede un possibile rivale e lo prende in antipatia, informandosi su di lui tramite Monique, in debito con il casinò per 1.000 dollari; la copertura è buona e per il momento regge. Brenner/Kaminski si fa anche notare dall'ispettore Baker della polizia locale, che è insospettito dall'uomo. Giorni dopo Brenner va ad una festa di Patrovita dove Rocca lo presenta al suo boss; dopo l'iniziale incertezza sulla faccia nuova, Kaminski entra nelle grazie di Patrovita per la sua efficienza, e riesce a guadagnare la fiducia del capomafia con una idea brillante.
La Polizia di Chicago ha individuato un covo dove gli uomini di Patrovita riciclano i soldi della droga, sequestrandogli 100 milioni di dollari e arrestando 8 uomini; Patrovita è furioso e rivuole indietro il malloppo e, per quanto faccia e dica, Rocca non riesce a dissuaderlo; Brenner suggerisce di far esplodere delle bombe vere in alcuni distretti per terrorizzare la polizia, per poi avvertire della presenza di una bomba nell'edificio che ospita il deposito delle prove. Gli agenti evacuano l'edificio e la squadra artificieri arriva; però i membri sono tutti uomini di Patrovita, che hanno fatto la telefonata anonima e poi intercettato la chiamata agli artificieri; possono così entrare ed uscire dalla porta principale con droga e soldi. Contemporaneamente Keller, Brenner e altri eliminano Lamanski come distrazione e per togliere dai piedi il rivale del loro capo. Nel frattempo Monique si sta innamorando dell'infiltrato, ma reagisce male quando lui le confessa di essere sposato.
Alla festa Keller ha fatto fare delle foto, e in una di queste un poliziotto corrotto di Miami non riconosce Brenner; Max ora ha la prova che Brenner/Kaminski è un infiltrato; intanto Baxter, la talpa di Patrovita, avverte il mafioso che Shannon trama contro di lui; Keller arriva in quel momento e suggerisce che sia Brenner stesso ad occuparsene.
Il giorno dopo Monique va da Brenner per fare la pace, ma Joe deve andare con Keller a svolgere un lavoro e il discorso è interrotto; Keller e Brenner, insieme con un altro uomo, vanno al cimitero per uccidere Shannon che fa visita al figlio morto, e ognuno dei due poliziotti è sorpreso di vedere l'altro; ne nasce una sparatoria, Shannon viene ferito, Keller e il suo compare sono uccisi dai due amici; Kaminski vorrebbe restare con Shannon, ma questi gli fa notare che è un rischio: se lui morisse e Kaminski fosse preso dalla polizia, diventerebbe impossibile per l'ex agente dimostrare la verità; così Mark non può fare altro che andarsene e lasciare il suo amico ad attendere l'ambulanza; poi fugge con Monique che, preoccupata, lo aveva seguito con l'auto di lui.
Ora che è stato scoperto, Kaminski decide di usare le maniere forti; innanzitutto ordina a Monique di fare i bagagli, noleggiare un aeroplano e aspettarlo, mentre lui si arma fino ai denti; la prima fermata di Mark è la cava di pietra di Rocca, dove fa una strage e ruba 250.000 dollari dagli incassi dei mafiosi; poi va ad affrontare Patrovita e Rocca al casinò, e mentre si allontana dalla strage che ha compiuto si trova davanti Baxter; intuendo cosa ha fatto, Mark gli mette un'arma carica in mano e gli dà la stessa scelta che lui gli diede anni fa: dimissioni o processo! Baxter cerca di prendere la terza possibilità (ucciderlo) ma Kaminski se lo aspetta ed è più svelto, freddandolo al primo colpo e infine uccide Patrovita. Più tardi l'ispettore Baker, che, dopo aver visto la strage al casinò, si è convinto che Kaminski sia uno dei loro, lo raggiunge all'aeroporto, dove Monique a malincuore è appena partita da sola con i 250.000 dollari, e lo ringrazia del servizio reso.
Tempo dopo, Mark è tornato con l'FBI e con sua moglie, mentre Shannon si lascia andare allo sconforto non tentando neanche la riabilitazione; Kaminski riesce a scuoterlo e gli affida il compito di fare da padrino al figlio che la moglie attende, riuscendo a fargli fare due passi.

## Produzione
Originariamente destinato a essere intitolato Let's make a Deal (Facciamo un patto), le riprese iniziarono il 19 ottobre 1985 e si svolsero a Castle Hayne, Chicago e Wilmington. Prodotto e distribuito dalla De Laurentiis Entertainment Group negli Stati Uniti, il film fu vietato ai minori di 18 anni nel Regno Unito, Spagna, Finlandia, Norvegia, Singapore, Corea del Sud. Il film è stato girato su pellicola col sistema Scope JDC, la fotografia è stata curata in seconda unità da Daniele Nannuzzi. La colonna sonora è stata composta da vari artisti, alcuni dei quali non accreditati nel film. Durante la scena in cui Kaminsky irrompe nella cava di ghiaia la canzone di fondo è Satisfaction dei Rolling Stones. La raffineria che fa esplodere Arnold Schwarzenegger porta il nome « Irvin Oil Processing Company », riferimento al regista del film, John Irvin. In un'intervista per promuovere il film, Arnold Schwarzenegger ha detto che questo è stato il primo film dove ha avuto modo di indossare un guardaroba elaborato e moderno; ha detto che prima di questo, il costo del guardaroba per un suo film si aggirava sui 10 dollari. L'attore austriaco ha recitato in questo film a patto di rescindere per sempre il contratto che lo legava alle produzioni di Dino De Laurentiis. Il film è costato 8,5 milioni di dollari e ne ha incassati pressappoco il doppio negli Stati Uniti.